# Erythrogonia calva
Erythrogonia calva är en insektsart som beskrevs av Taschenberg 1884. Erythrogonia calva ingår i släktet Erythrogonia och familjen dvärgstritar. Inga underarter finns listade i Catalogue of Life.